# 二碘化二(三苯基氧化膦)合钴
二碘化二(三苯基氧化膦)合钴是一种配位化合物，化学式为C36H30CoI2O2P2，或写作Co(Ph3PO)2I2，其中Ph为苯基。它是三斜晶系晶体，可以以P1空间群结晶。

## 合成及反应
它可由无水碘化钴在丙酮中和三苯基氧化膦反应制得。
它和二氧化硫在甲苯中反应，暴露于空气中后可以得到(Ph3PO)(Ph3POH)(HSO4)、I2和CoSO4·H2O。

## 延伸阅读
- J. Rimbault; R. Hugel (1973). Phosphine and phosphine oxide ligand exchange equilibria on tetrahedral cobalt(II) complexes. Inorg. Nucl. Chem. Letters, 9 (1), 1–6. doi:10.1016/0020-1650(73)80076-5.